# Touch Detective
Touch Detective (おさわり探偵 小沢里奈, Osawari Tantei: Ozawa Rina) est un jeu vidéo d'aventure développé par BeeWorks et édité par Success, sorti en 2006 sur Nintendo DS et iOS.
Il a pour suite Touch Detective II.

## Synopsis
La protagoniste de l'histoire est la jeune Mackenzie qui hérite de l'agence de détective de son père décédé.
Au début, elle se réveille dans sa chambre. Elle y est enfermée et doit trouver le moyen de s'échapper.
Après cela, elle rencontre le majordome, Cromwell, et Funghi, son assistant, puis reçoit sa toute première enquête. C'est Pénélope, sa meilleure amie, qui lui annonce qu'elle se fait voler ses rêves. Mackenzie accepte, sceptique. Mais Chloé, une autre détective en herbe, arrive et prend également l'enquête.
Après cela, Mackenzie découvre de nouveaux endroits de la ville d'Osarawi, tel que la copropriété, la place commercial... Et rencontre d'autres personnages comme Daisy ou Antoinette.
S'enchaîne de nouveaux "épisodes". Dans le premier jeu, il y en a 4. Le premier (voir au-dessus), est un vol. Le suivant est la disparition de Pénélope. Le troisième est une enquête sur (encore) Pénélope. Cette fois-ci, elle prétend voir des fées. Le dernier chapitre est un "meurtre". Pénélope dit qu'il y en a eu un au cirque de puces.
Un Fandom de la série de jeux a été créé. Il comprend l'histoire, les lieux, les personnages, etc.: Touch_Detective

## Système de jeu
Le jeu est un jeu de Point and Click. Il faut toucher l'écran pour que le personnage se déplace, examine des objets, discute avec des PNJ (personnages non-joueur).

## Accueil
- Adventure Gamers : 3/5[1]
- Jeuxvideo.com : 12/20[2]